# Schlichte Änderung
Eine schlichte Änderung ist in Deutschland die Änderung eines Steuerbescheids aufgrund eines formlosen Antrags nach § 172 AO. Im Gegensatz zum Einspruch findet keine Neuberechnung des gesamten Bescheids statt, sondern nur hinsichtlich des beantragten bzw. ergänzten Punktes. Es kann dadurch nach Meinung vieler Juristen auch im Gegensatz zum Einspruch zu keiner Schlechterstellung des Steuerschuldners kommen.